# Tandjilé Est
La Tandjilé Est est un des 2 départements composant la région de la Tandjilé au Tchad. Son chef-lieu est Laï.

## Subdivisions
Le département de la Tandjilé Est est divisé en 5 sous-préfectures :
- Laï
- Deressia
- Dono Manga
- Guidari
- N'Dam

## Administration
Préfets de la Tandjilé Est (depuis 2002)
- 9 octobre 2008 : Abate Abakar[1]